# Гелчина
Гелчина или Гелчина махала е бивше село в Област Кюстендил. Днес то е махала на село Киселица, община Трекляно.

## История
Гелчина е една от махалите на село Груинци до 1920 година, когато границата по Ньойския договор разделя селото на две. По-голямата част от него влиза в границите на новосформираното Кралството на сърби, хървати и словенци, а Гелчина махала остава на територията на България. Гелчина има статут на самостоятелно село до май 1971 година, когато с указ е присъединено към село Киселица.

## Личности
- Емануил Попдимитров (1885-1943), български поет, философ и общественик, роден в Гелчина махала на с. Груинци